# Shōnen Puck
Shōnen Puck (jap. 少年パック, Shōnen Pakku) war ein japanisches Manga-Magazin, das sich an Kinder, vor allem Jungen, richtete und daher zur Kodomo oder Shōnen-Kategorie gezählt wird. Es erschien ab 1907 beim Verlag Jitsugyō no Nihon Sha und war damit das erste Magazin seiner Art. Anlass für die Gründung war der Erfolg des Magazins Tōkyō Puck von Kitazawa Rakuten, das seit 1905 sehr erfolgreich für Erwachsene herausgegeben wurde. Geleitet wurde Shōnen Puck von Kawashibara Denkichi und zu den Künstlern des Magazins zählte Kawabata Shōtarō.